# Pierre Itier
Pierre Itier (zm. 20 maja 1367 w Awinionie) — francuski duchowny katolicki z okresu niewoli awiniońskiej. Był biskupem Dax (10 maja 1359 do 17 września 1361), następnie kardynałem prezbiterem tytułu Santi Quatro Coronati (17 września 1361 — 4 lutego 1364) i kardynałem biskupem Albano (od 4 lutego 1364). Uczestniczył w konklawe 1362. Zmarł w Awinionie i został pochowany w miejscowym kościele dominikańskim.